# 东开赛省 (旧省)
東開賽省（法語：Kasaï-Oriental）是剛果民主共和國中部的一個省。面積170,302平方公里，2007年人口6,108,000人。首府姆布吉馬伊。
2009年，根据2006年通过的新宪法，东开赛省被重新劃為東開賽省、洛馬米省和桑庫魯省。
4°54′S 24°12′E / 4.9°S 24.2°E